# Parrocchia di Santiago a Tequixquiac
La parrocchia di Santiago (San Giacomo) Apostolo è il tempio cattolico e casa parrocchiale del paese di Santiago Tequixquiac, nel Tequixquiac che è appartiene alla diocesi di Cuautitlán, in Messico. È anche un santuario dove si venera l'immagine del Signore della Cappella. Questa chiesa si trova nel centro del municipio, vicino alla piazza Cuauhtemoc e la biblioteca municipale di fianco al viale Juárez.

## Storia
La chiesa di Santiago Tequixquiac divenne parrocchia nel 1590 poiché prima era vicaria. La costruzione del tempio fu realizzata in differenti tappe, il sagrato era una vasto spazio con una croce di pietra al centro, con simboli indigeni e cristiani, nei quattro angoli vi erano quattro cappelle e nel centro una cappella aperta con belle colonne tortili e nella facciata due stipiti straordinariamente scolpiti in pietra da mani indigene che lasciarono plasmata parte della loro filosofia. Il tempio era dedicato a san Giacomo il Maggiore, devido a che alcune famiglie galiziane, leonensi ed estremegne si stabilirono definitivamente nella regione.
La parrocchia di Santiago Tequixquiac fu fondata dai francescani nel XVII secolo. Ora è adibita a parrocchia.
La festa del santo patrono si celebra ogni 25 luglio in onore di san Giacomo il Maggiore, benché si celebri anche ogni 26 gennaio la festa del Signore della Cappella.

## Architettura
.

Pianta architettonica della Parrocchia di Santiago Apóstolo

La parrocchia di San Giacomo Apostolo fu costruita in due tappe, la prima nell'anno 1556 con una modesta cappella aperta fatta di pietra e calce, utilizzata dai frati francescani per evangelizzare gli indigeni della zona e dare assistenza agli spagnoli appena stabiliti nel paese di Santiago Tequixquiac.
Nel 1590 questo tempio divenne sede parrocchiale. Il primo edificio fu costruito nel XVI secolo con pianta a croce latina, coperta da una volta a crociera, divisa da tre archi trionfali; inoltre in questo secolo si rafforzarono i contrafforti.
Il tempio ha 4 archi trionfali su cui appoggia il tamburo a base ottagonale che sostiene la cupola di otto spicchi. In ognuno dei lati del tamburo si costruirono finestre di forma ogivale svasate che sono parte dell'ordine classico e riprese negli stili manierista e neoclassico. Nel centro del lato sinistro vi è un battistero con una pila centrale di forma quadrangolare con una volta di quattro spicchi e nel centro una chiave.
Nell'arco trionfale sostenuto da due colonne tortili che sono ornate da un'asticella che si avvita sulla colonna con 52 conchiglie marine (simbolo del pellegrinaggio verso Santiago di Compostela, ed a mo' di perle si scolpirono piccole lumache che rappresentavano per gli aztechi il simbolo della perfezione e dell'ordine del cosmo.
La torre costruita in maniera modesta, è di stile arabo e assomiglia ai minareti delle moschee del regno degli Omayyadi; sono di forma quadrangolare. Questa torre si trova sul lato sinistro ed è decorata con gli stemmi dei governi di quell'epoca che sono il blasone del regno di Castiglia e León, il glifo toponimo di Tequixquiac orientato verso l'oriente o facciata principale, a sud vi sono le due chiavi di San Pietro, all'oriente stanno tre chimalis o scudi che simboleggiano il culto del sole sulla solidità della fede e la forza della nuova religione proveniente dell'Europa e verso il nord sta la croce dell'ordine di Santiago ed una grande conchiglia. Il campanile ha quattro finestre campanarie e termina in un piccolo ciborio ottagonale e una piccola cupola di stile arabo.
L'aspetto rimanda allo stile barocco plateresco: vi si trova un arco a tutto sesto circondato da un archivolto o timpano molto semplice e l'alfiz che finisce su due stipiti di cava rosata della regione che riprende il barocco messicano costruito per alarifes indigeni considerato di stile tlaquitqui che ricaricano ornamenti biblici del libro di San Giovanni Evangelista, descrivendo il Giudizio Finale, nella parte inferiore stanno i demoni dell'inferno con due rosoni, pannocchie e spighe, nel centro ci sono due corna dell'abbondanza con fiamme di fuoco perpetuo che simboleggiano la purificazione delle anime circondate di due aquile e due pesi e due cornicopios piani di granate e vigne ascendenti verso il cielo che è custodito per un cherubino che questo nella base del capitello con motivi vegetali.
All'interno di stipite ci sono due medaglioni con cinque piaghe di ordine francescano e tre chiodi della passione di Cristo. Nella base questo un tripode con artigli di aquila dentro il tempo verso la sinistra questo la cappella della vergine di Guadalupe di Recente costruzione ed alla destra sta la cappella espiatoria del tempio di Santiago Apóstol che risale al secolo XVII e che nel si custodisce l'ostia devota con adeguamenti architettonici. In quella stessa direzione sta la sacrestia ed il patío interno od orto di alberi da frutta che divide il tempio della canonica.
Nella canonica ci sono gli uffici parrocchiali, diviso in due piante;  nel pianterreno si trova la cucina, la sala da pranzo e l'archivio della parrocchia, il giardino ed una sala di usi multipli, nel secondo pianta questo un'entrata che porta alle stanze di riposo, i bagni, la sala da pranzo ed il soggiorno.

### Cappella della Vergine di Guadalupe
In 1998 pianterreno la supervisione dell'ingegner Salvador Mora, le dame della devozione alla vergine di Guadalupe ed il presbitero Fernando Arenas, si demolì il socabón che esisteva anticamente e si costruì la nuova cappella per proteggere l'icona rubata della vergine che era stato portata delle Filippine durante il periodo coloniale.

### Cappella Espiatoria
Nell'anno 2000 al pianterreno, il presbitero Víctor Zúñiga ordina l'abilitazione di una cappella espiatoria per l'esposizione del sacra in maniera permanente in commemorazione del Giubileo del 2000 con l'aiuto dei fedeli e l'associazione degli adoratori della Candela Perpetua.

## Galleria d'immagini

Visuale esterna della parrocchia de San Giacomo Apostolo.
Visuale della parroquia de San Giacomo Apostolo.
Immagine del Signore della Cappella e sovrastante quella di San Giacomo Apostolo.
Immagine di San Giacomo Apostolo durante la festa del 25 luglio
Veduta principale dell'ingresso della Parrocchia.
Dettaglio barocco dell'ingresso.
Affresco della cupola della cappella espiatoria della parrocchia